# Eurytoma rosae
Eurytoma rosae, auch als Räuberische Rosenerzwespe bezeichnet, ist eine Erzwespe aus der Familie der Eurytomidae. Die Art wurde von Christian Gottfried Daniel Nees von Esenbeck im Jahr 1834 erstbeschrieben. Der Namenszusatz rosae bezieht sich auf den Gattungsnamen der Rosen (Rosa).

## Merkmale
Der Körper der Erzwespen ist schwarz gefärbt. Das breite und rechteckig geformte Pronotum weist eine grobe Oberfläche auf. Die Femora und Tibien sind fast vollständig verdunkelt, die Tarsen sind gelb. Die Facettenaugen schimmern rötlich. Die Fühler der Männchen besitzen Wirteln, die der Weibchen sind fadenförmig. Das hintere Ende des rundlichen Hinterleibs der Weibchen ist leicht nach oben gerichtet. Der Hinterleib der Männchen ist schlanker. Die Vorderflügel weisen entlang dem Vorderrand eine charakteristische dunkle Flügelader auf.

## Verbreitung
Eurytoma rosae ist in Europa weit verbreitet. Im Norden reicht das Vorkommen bis nach Fennoskandinavien und auf die Britischen Inseln, im Süden bis in den Mittelmeerraum und nach Nordafrika. Die Art fehlt offenbar auf der Iberischen Halbinsel. Ferner kommt die Art in Asien (Ost-Paläarktis und Orientalis) sowie in der Neotropis vor.

## Lebensweise
Eurytoma rosae ist ein idiobionter Ektoparasitoid. Die Erzwespen platzieren ihre Eier in Pflanzengallen von Diplolepis eglanteriae, Diplolepis mayri, Diplolepis nervosa, Diplolepis rosae und Diplolepis spinosissimae. Deren Larven erzeugen Pflanzengallen an den Blättern verschiedener wild wachsender Rosen wie der Hundsrose (Rosa canina). Die beweglichen Erzwespenlarven weisen zweizähnige Mandibeln auf. Sie ernähren sich sowohl von dem pflanzlichen Material der Gallen als auch von den in der Galle vorgefundenen Wirtslarven. Neben der für die Gallerzeugung verantwortlichen Diplolepis-Larven werden auch Inquiline der Gattung Periclistus befallen. Außerdem frisst sich die Erzwespenlarve bei Gallen der Gemeinen Rosengallwespe von einer Kammer zur nächsten. Die Erzwespenlarve kann jedoch auch Opfer der Erzwespe Glyphomerus stigma aus der Familie der Torymidae werden, deren Larve ebenfalls ektoparasitisch lebt. Die Erzwespenlarve überwintert in der Galle und verpuppt sich auch dort. Im Frühjahr, Anfang Mai, frisst die geschlüpfte Imago ein Loch durch die Gallenwand und verlässt die Galle.